# Benedito Novo
Benedito Novo (amtlich: portugiesisch Município de Benedito Novo; auch: Beneditto Novo, Benedicto Novo) ist ein brasilianisches Município im Bundesstaat Santa Catarina im Süden Brasiliens. Es wurde in den 1880er Jahren von Joseph Peyerl, Johan Maus und Anton Werling gegründet, damals noch als Kolonie von Blumenau. Die Einwohner werden auf Portugiesisch benedito-novense oder beneditense genannt.

## Etymologie
Es gibt verschiedene Versionen für den Namen der Gemeinde, aber am wahrscheinlichsten ist, dass er von einem Caboclo namens Benedito stammt, der am Ufer des Flusses Itajaí, am Zusammenfluss mit dem Fluss Benedito, lebte.
Nach einer anderen Version handelte es sich bei Benedito um einen jungen ehemaligen Sklaven afrikanischer Herkunft, der sein Leben in dieser Gegend verbrachte und eine Vielzahl von Dienstleistungen erbrachte.
Eine andere Erklärung meint, dass der Ort seinen Namen aus dem gleichnamigen Fluss Rio Benedito ableitet, der wegen seines Fischreichstums als „gesegnet“ (benedito) galt.

## Geschichte
Als Teil des Itajaí-Flusstals unterscheidet sich die Geschichte des Municipios tatsächlich von der meisten anderen Munizipien dieses Tals, das für seine Fabeln bekannt ist.
Das Gebiet des heutigen Municipios Benedito Novo war Teil des Gebiets, das Frederico Donner zur Kolonialisierung gewährt wurde. Nachdem er die Stadt Timbó gegründet hatte, damals eine Kolonie von Blumenau, ließ er sich mit den ersten Siedlern am Zusammenfluss der Flüsse Cedros und Benedito nieder.
Die ersten Siedler waren deutscher Herkunft und ließen sich genauer am Ufer des Flusses Benedito zwischen den Bächen Santa Rosa und das Antas nieder und bildeten den ersten Kern, an dem sich heute die Stadt Benedito Novo befindet. Dabei sind die Kolonisten Joseph Peyerl, Johann Maus und Anton Werling besonders hervorzuheben, die während ihrer Fahrt auf dem Fluss Itajaí-Açu und ihrer Durchquerung des Flusses Benedito in die Region des heutigen Munizips kamen. Sie ließen sich dort von 1876 bis 1891 nieder. Der Ort Benedito Novo selbst wurde in den 1880er Jahren gegründet.
Mit der Ankunft polnischer und italienischer Einwanderer erhielt das Municipio neuen Aufschwung, wobei die Polen die Region Rio das Antas und Pinheiros besiedelten und die Italiener sich in den heutigen Distrikten Doutor Pedrinho und Santa Maria niederließen.
Im Jahr 1922 wurde der Bezirk Dito-Timbó gegründet, der zum Munizip Blumenau gehörte. Mit der Gründung des Munizips Timbó im Jahr 1934 wurde Benedito Novo als Distrikt Teil des neuen Munizips. Als im Jahr 1936 Rodeio von Timbó abgetrennt wurde und dadurch zum Municipio wurde, war der Distrikt Benedito Novo Teil des neuen Munizips.
Durch das Landesgesetz Nr. 805 vom 20. Dezember 1961 wurde es zum Munizip mit dem Namen Benedito Novo erhoben und von Rodeio abgetrennt. Der Sitz ist im ehemaligen Distrikt Bendito Novo. Das Municipio bestand aus 2 Distrikten: Bendito Novo und Doutor Pedrinho. Dies wurde de facto am 29. Dezember 1961 umgesetzt, weswegen dieser Tag heute als „Geburtstag“ gefeiert wird.
Durch das Landesgesetz Nr. 1010 vom 23. Dezember 1964 wurde der Distrikt Santa Maria gegründet und dem Munizip Benedito Novo angegliedert. In der territorialen Aufteilung vom 1. Januar 1979 bestand die Gemeinde daher aus drei Distrikten: Benedito Novo, Doutor Pedrinho und Santa Maria.
Durch das Landesgesetz Nr. 1101 vom 4. Januar 1988 wurde der Distrikt Doutor Pedrinho aus dem Municipio Benedito Novo ausgegliedert und selbst zum Munizip erhoben. In der territorialen Aufteilung vom 1. Juni 1995 bestand das Munizip somit aus zwei Distrikten: Benedito Novo und Santa Maria.
Später wurde der Distrikt Barra São João gegründet und dem Munizip Benedito Novo angegliedert. Seit der territorialen Aufteilung vom 15. Juli 1999 besteht das Municipio aus drei Distrikten: Benedito Novo, Santa Maria und Barra São João.

## Demographie und HDI
Die Bevölkerung betrug 10.331 bei der Volkszählung in Brasilien 2010. Im Jahr 2018 hatte es nach offizieller Schätzung 11.526 Einwohner.
Nach der brasilianischen Volkszählung 2022 betrug die Einwohnerzahl 10.520 und laut der amtlichen Schätzung 2024 gab es 10.738 Einwohner.
Der HDI der Stadt betrug im Jahr 2000 0,802 (UNDP) und im Jahr 2010 0,740 (UNDP).

## Geographie

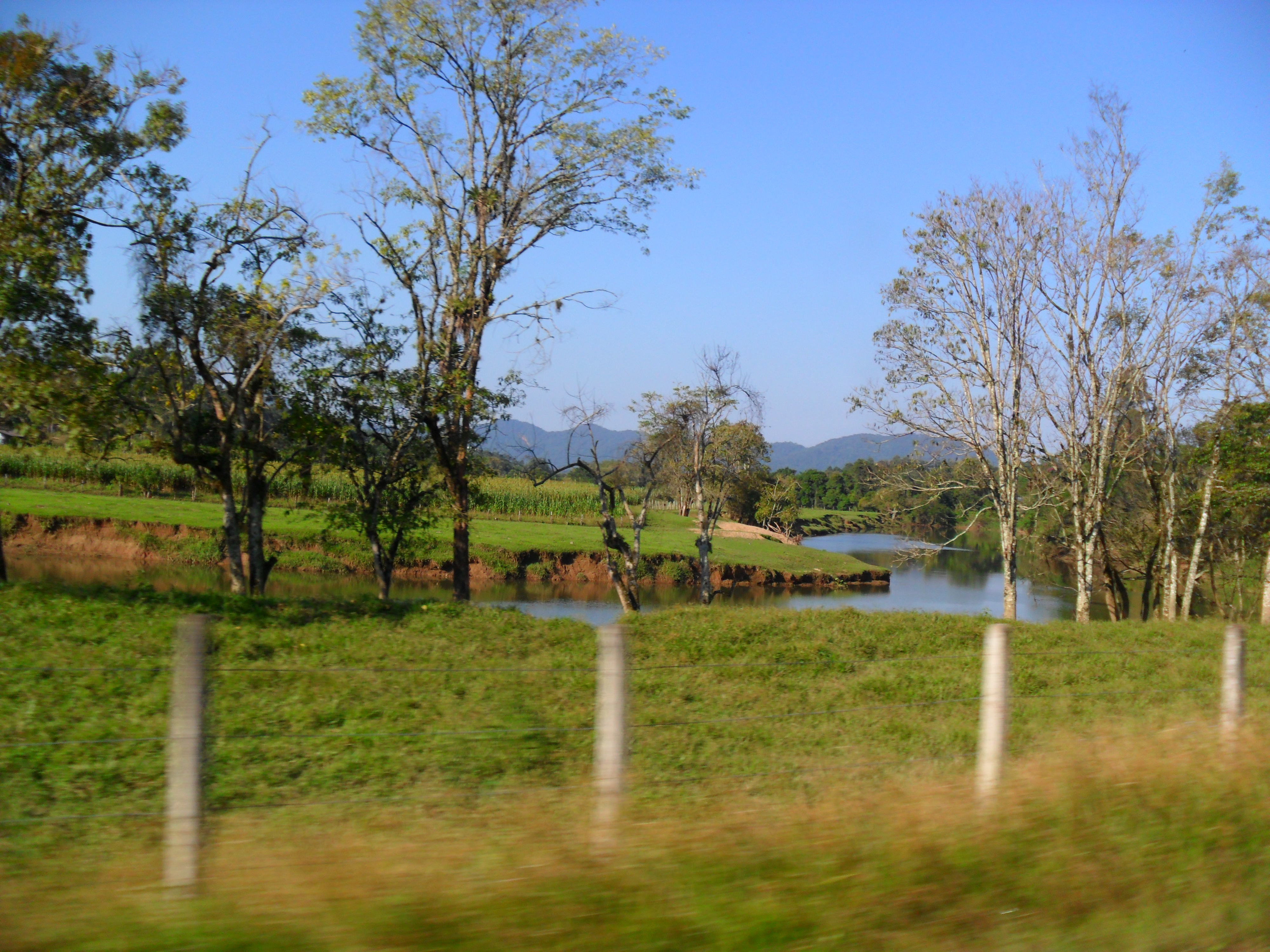
Rio Benedito Novo

Dito Novo wird im Becken des georteten rio Dito, einem Nebenfluss des Rio Itajaí-ACU, durch eine Breite von 26° 46′ 58″ südlich und durch eine Länge von 49° 21′ 50″ westlich, auf einer Höhe von 130 Meter. Der höchste Punkt des Munizips erreicht fast 900 m in den Ausläufern der Serra do Mar. Die Gemeinde umfasst 388,291 km².
Die Stadt liegt 178 km westlich der Landeshauptstadt Florianópolis und 45 km entfernt von Blumenau. Vor 2017 gehörte das Munizip zur Mikroregion Blumenau (Microrregião de Blumenau), die wiederum zur Mesoregion Vale do Itajaí (Mesorregião do Vale do Itajaí) gehörte. Der Ort liegt an der Nationalstraße (Rodovia) BR-477.

### Klima
Das Klima der Gemeinde ist gemäßigt feucht, mit heißen Sommern. Die monatliche Durchschnittstemperatur liegt im Bereich von 15 °C bis 25 °C. Die jährliche Durchschnittstemperatur beträgt 19,7 °C, wobei im Winter Frost und im Sommer maximal 35 °C auftreten. Der jährliche Niederschlag liegt zwischen 1600 und 1700 mm pro Jahr.
Die Vegetation der Gemeinde besteht hauptsächlich aus atlantischen Wäldern und Araukarienwäldern.

## Tourismus und Kultur

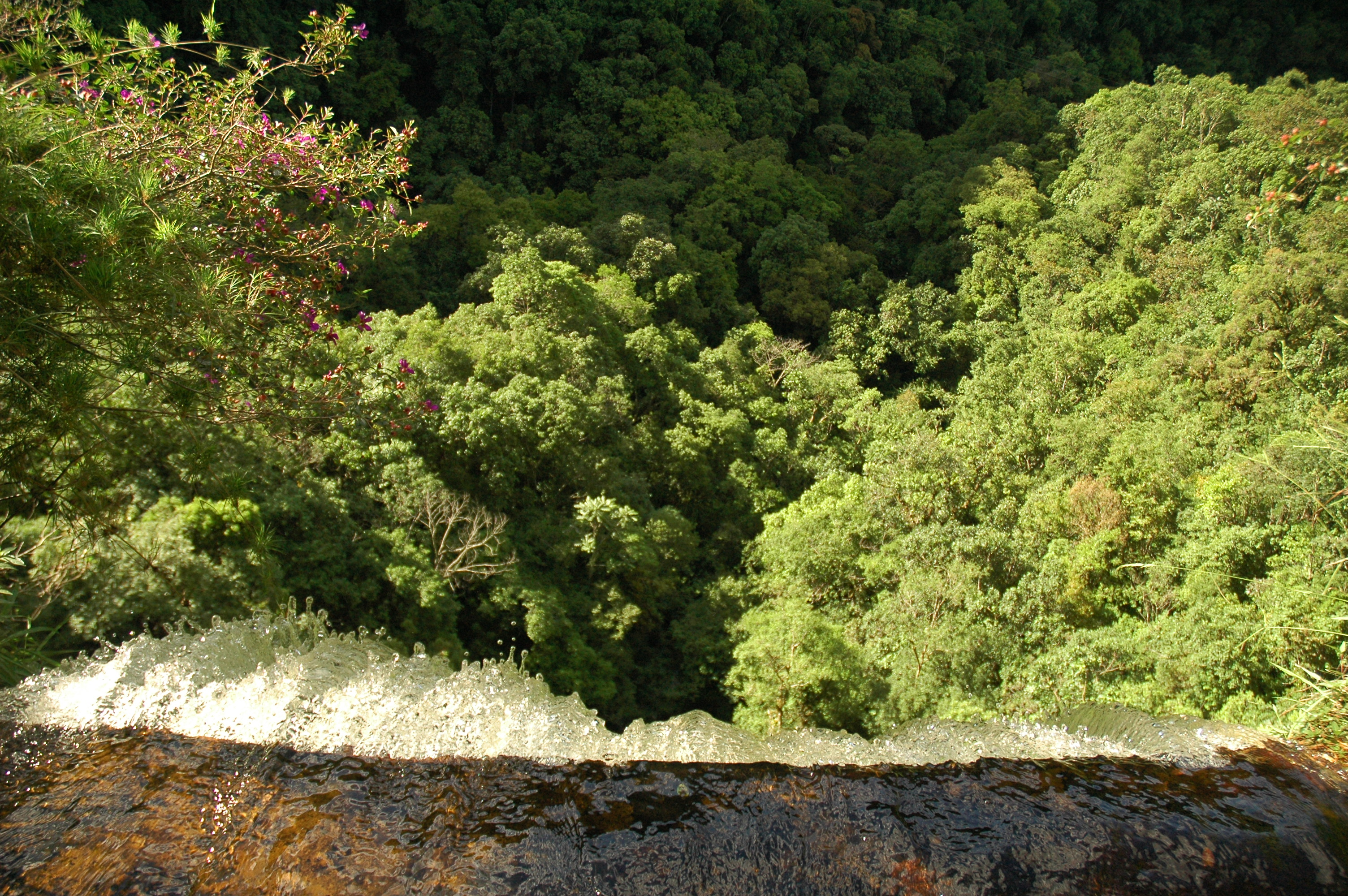
Salto do bonito

Jedes Jahr feiert die Stadt das „Fest der Traditionen“ (Festa das Tradições auf Portugiesisch) im November und das „Fest der Pfarrei Saint-Roch“ (Festa da Paróquia São Roque) und die „nationale Meisterschaft des Kanus“ (Campeonato Nacional de Canoagem) im August.
Die Gemeinde liegt im Rio Benedito-Tal und bietet raue Landschaften, die der Praxis des Ökotourismus förderlich sind. Dort gibt es viele Wasserfälle, wie den 72  m hohen Ribeirão Zinco Salto oder den 65 m hohen Ribeirão Liberdade Salto. Die Höhle Santo Antônio kann ebenfalls besichtigt werden und befindet sich 150  m unter der Erde. Schließlich beherbergt die Gemeinde ein biologisches Reservat, das „Sassafrás-Reservat“, in der São João Serra.
Unter den Denkmälern ist die Kirche von Ribeirão da Liberdade, in einem integrierten Fachwerk-Stil in den 1930er Jahren.

## Politik
Arrabel Antonieta Lenzi Murara (MDB) war von 2021 bis 2024 der Bürgermeister (Prefeito) des Munizips. Von 2025 bis 2028 ist Jean Michel Grundmann der Prefeito des Munizips.